# Бональд, Луи Габриэль Амбруаз
Луи Габриэль Амбруаз Бональд (фр. Louis-Gabriel-Ambroise de Bonald; 2 октября 1754, Мийо, — 23 ноября 1840, там же) — французский философ, родоначальник традиционализма, активный политический деятель периода Реставрации.

## Биография
Бональд родился в Ле Монна в дворянской семье, получил классическое образование, служит в роте мушкетёров. Свою политическую деятельность начал в своем родном городе, где был избран мэром в 1785 году. Изначально принимал либеральные теории веющие во Франции, затем стал на сторону старой монархии. Участвовал в битвах против революционной Франции в войсках принца Конде. В 1791 году был вынужден эмигрировать за рубеж, где скрывался около восьми лет в городе Гейдельберге. Там же пишет свой первый массивный труд «Теория политической и религиозной власти в гражданском обществе». Этой работой Бональд заявил себя как ярый критик либеральных идей, отстаивая принципы роялизма и клерикализма, доводя первое до той радикальной степени, которая позволяла современникам окрестить автора ультрароялистом.
В 1799 году возвращается во Францию. Начиная с 1800 года пишет трилогию, в которой он последовательно отстаивает традиционалистские взгляды. Так в 1800 Бональд заканчивает работу «Опыт анализа естественных законов социального устройства», а в 1801 и 1802 году заканчивает работы «О разводе» и «Законы первобытного общества, рассмотренные в недавние времена при помощи одного только света разума», соответственно. С приходом к власти Наполеона Бональд становится сторонником его курса, видя в сильной власти инструмент для объединения Европы. Однако, затем разочаровывается и переходит на сторону монархистов. Сотрудничает в газете «Mercure de France».
С реставрацией Бурбонов 1814 года, у Бональда начинается новый виток политической деятельности. Он становится членом палаты депутатов, в которой, благодаря его пламенным речам, становится лидером ультрароялистов. С 1816 года становится членом Французской Академии, а в 1821 и 1823 возводится в виконты и пэры, соответственно. Революция 1830 года положила конец политической карьере Бональда: его изгоняют из палаты пэров. Бональд прожил ещё десять лет уединённо в своём родном городе где и умер 23 ноября 1840 года.
Его сын Луи-Жак-Морис (1787—1870) стал кардиналом Франции.

## Философские и политические взгляды
Свою теорию идей Бональд черпает из Кондильяка и Мальбранша, трактуя идеи как божественно данные и известные всем, но затуманенные в сознании, способные проясниться с помощью образования. Одной из таких изначально данных идей предстает идея общества. Государство, у Бональда, высшая констатация идеи общества, оно находится между Богом и народом, как язык посредник между идеей и духом. Сам язык выступает как трансцендентное выражение Бога, его инструмент для самораскрытия.
Власть, считает Бональд, действенна лишь тогда, когда она будет воспринята и осознанна как нечто высшее по отношению к людям. Если общественное состояние будет восприниматься как результат общего договора, на чём настаивает либеральная мысль, то и идея вне-общественного состояния может быть также результатом общей воли, отсюда, выводит философ, опасность от либеральных идей, в сущности ведущих к потенции деструктивации общества. Особую опасность представляет для Бональда либеральная индивидуализация человека, вычленение его из необходимой общественной роли, что ведет также к разладу государства. Стоит особо отметить позицию Бональда по вопросу необходимости Божественного проведения. Идея государства, считает философ, необходима, но Бог все же оставляет человеку некую свободу, которая ничего не может в сущности изменить, но может существенно приостановить необходимый, провидением данный, исторический процесс. И в этом вред и зло этой человеческой воли, ибо она тем полезнее, чем менее себя проявляет, соглашаясь с необходимым процессом истории.
Общество трансцендентно для индивида, посему он не может делать никаких сущностных выводов относительно его происхождения роли и функции. «Если иные защищали религию человека, я защищаю религию общества» — так писал Бональд в защиту Божественной идеи общества. Общество доиндивидуально и стоящее над индивидом. Роль и место человека диктует ему общество, он существует посредством общества и для общества, общество выступает как некий высший творческий элемент, постоянно производящий этого человека. Общество, считал Бональд, находится в постоянном движении, извечно и на века заданном процессе естественного конституирования себя.
Государство Бональд рассматривает как организм, со своей сложной непостижимой динамикой. Свои силы Государство черпает из прошлого, из энергии традиции. Традиции народа покоятся на предрассудках, необходимом материале всякого будущего. Суть критики Бональдом Великой Французской Революции и заключается в недопустимости попрания этих самых предрассудков, невозможности, с одной стороны, достижения tabula rasa, с другой стороны, строительства чего либо с чистого листа.
Фундаментом же общества может быть только религия (Бональд везде имеет в виду христианство). Так человек помимо его социального происхождения, обязан своему существованию ещё и предопределенному провидению. Свободу Бональд рассматривает двояко: с одной стороны человек свободен физически, с другой, религиозно. Другими словами человек обретает свободу в своем теле и в Боге. Но эта двуединая свобода всегда нечто присущее лишь обществу, она гражданская. Человек, следовательно, может быть свободен только в обществе.
Будучи крайним консерватором, считал и города, телеграф и железные дороги делом рук дьявола.

## Значение и вклад в политическую мысль XIX века
Несомненно, Бональд — идейный представитель консерватизма. В пользу данного утверждения говорят многие положения философа, в частности: обоснование необходимого единства народа, рассмотрение современности с позиций историзма, утверждение коллективного типа рациональности, наконец, защита традиции, предрассудков как центрального нерва общественного состояния. Его жизненный путь — свидетельство борьбы за свои взгляды, при жизни Бональд имел множество своих сторонников, а обширное литературное наследие во многом определило ход развития консервативно — традиционалистских настроений.